# Bréviandes

Bréviandes este o comună în departamentul Aube din nord-estul Franței. În 1 ianuarie 2022 avea o populație de 3.091 de locuitori.